# Rudbeckia laciniata
Espèce
Synonymes
- Helianthus laciniatus (L.) E.H.L.Krause[2]
- Rudbeckia digitata Mill.[3] [2]
- Rudbeckia laciniata subsp. laciniata[3]
- Rudbeckia laciniata var. digitata (Mill.) Fiori[2]

Rudbeckia laciniata, populairement appelée Rudbéckie laciniée, est une espèce de plante herbacée à fleurs de la famille des Astéracées. Elle est indigène au Québec.
Elle est classée comme potentiellement envahissante en France.

## Liste des variétés et sous-espèces
Selon Tropicos (6 septembre 2020) (Attention liste brute contenant possiblement des synonymes) :
- Rudbeckia laciniata subsp. ampla (A. Nelson) W.A. Weber
- Rudbeckia laciniata subsp. laciniata
- Rudbeckia laciniata var. ampla (A. Nelson) Cronquist
- Rudbeckia laciniata var. bipinnata Perdue
- Rudbeckia laciniata var. digitata (Mill.) Fiori
- Rudbeckia laciniata var. gaspereauensis Fernald
- Rudbeckia laciniata var. heterophylla (Torr. & A. Gray) Fernald & B.G. Schub.
- Rudbeckia laciniata var. hortensia L.H. Bailey
- Rudbeckia laciniata var. humilis A. Gray
- Rudbeckia laciniata var. laciniata